# Le Comédien (film, 1997)
Pour les articles homonymes, voir Comédien (homonymie).
Pour plus de détails, voir Fiche technique et Distribution.
Le Comédien est un film français réalisé par Christian de Chalonge et sorti en 1997.

## Fiche technique
- Titre : Le Comédien
- Réalisation : Christian de Chalonge
- Scénario : d'après la pièce de Sacha Guitry[1]
- Musique : Michel Portal
- Photographie : Patrick Blossier
- Montage : Colette Farrugia
- Production : Boudjemaa Dahmane et Daniel Toscan du Plantier
- Société de production : Société Française de Production
- Pays de production :  France
- Société de distribution : Goutte d'Or Distribution (France)
- Genre : comédie
- Durée : 97 minutes
- Dates de sortie : 
  - France : 24 décembre 1997

## Distribution
- Michel Serrault : le comédien
- Charles Aznavour : M. Maillard
- Daniel Prévost : l'acteur
- Nathalie Serrault : Jacqueline Maillard
- Maria de Medeiros : Antoinette Vervier
- Francis Lemaire : le directeur
- Alain Frérot : le directeur.
- Pierre Maguelon

## Distinctions
- Prix de la mise en scène - Prix d'interprétation masculine (Michel Serrault) au Festival du film européen de La Baule 1997[2]